# Obolinga
Obolinga là một chi thực vật có hoa trong họ Đậu.